# Гідрогеологія Таїланду
На тер. Таїланду виділяються Менамський і Коратський артезіанські басейни та гірські складчасті споруди, які їх обрамовують. У Коратському бас. розвинені водоносні комплекси мезозойських теригенних відкладів, які експлуатуються свердловинами глиб. 60-150 м. Дебіти 1,5-15 л/с. Води прісні, за складом НСО3- -Са2+ і Na+, при наявності у вмісних породах солей солонуваті (до 3-4 г/л) CI- -Na+.
Головний водоносний комплекс в Менамському і Коратському басейнах пов'язаний з четвертинними і алювіальними відкладами потужністю від десятків до сотень м. Дебіти свердловин 1-30 л/с. Води прісні, склад НСО3- -Са2+. В дельтових відкладах р. Менам-Чао-Прая нарівні з прісними широко розвинені і солонуваті води.
У р-ні Бангкока в цих відкладах виявлено понад 8 водоносних горизонтів (найбільш інтенсивно використовуються другий, третій і четвертий). У Т. виявлені численні осередки термальних підземних вод. В околицях м. Чіангмай можливе створення геоТЕС сумарною потужністю 10 МВт.